# Holothuria arenacava
Holothuria arenacava is een zeekomkommer uit de familie Holothuriidae.
De wetenschappelijke naam van de soort werd in 2001 gepubliceerd door Samyn, Massin & Muthiga.